# Лацинский, Александр Семёнович
Алекса́ндр Семёнович Лаци́нский (июль 1850; Тифлис — не ранее 1923) — действительный статский советник, столоначальник военно-исторического отделения Главного управления Генерального штаба, действительный член Санкт-Петербургского археологического института, историк-хронолог, переводчик и редактор.

## Биография
Александр Лацинский родился в июле 1850 года в Тифлисе. Православного вероисповедания. В 1860 году поступил в 3-ю Санкт-Петербургскую гимназию. После обучался в Ярославской гимназии и далее в лицее, проживая всё это время (около 9 лет) в Спасо-Преображенском монастыре в Ярославле у своего дяди архиепископа Нила. Во время учёбы в лицее, а также после его окончания занимался, по выражению М. И. Семевского — «con amore», изучением иностранных языков, в частности английского, итальянского, испанского, шведского и голландского.
В 1870 году Лацинский переехал в Санкт-Петербург, где поступил на госслужбу в Военное министерство в Главный штаб. 7 ноября 1871 года был произведён в коллежские советники, а 1 сентября 1874 года назначен помощником заведующего библиотекой Главного штаба. В 1879―1880 годах он прокорректировал и подготовил к печати «Систематический каталог библиотеки Главного штаба». В 1883 году составил первый хронологический свод русской военной истории «Хронология русской военной истории …от Петра I до новейшего времени». Данная рукопись была одобрена Военно-учёным комитетом, но в виде книги была издана только в 1891 году. В 1901 году была издана, также составленная Лацинским, ― «Хронология всемирной военной истории …4400 г. до Р. Хр. — 1900 г. по Р. Хр».
Лацинский также являлся главным корректором и ближайшим помощником редактора ежемесячного исторического издания «Русская старина» ― М. И. Семевского. В 1886―1888 годах сам исполнял обязанности редактора «Русской старины», а с апреля по сентябрь 1892 года временно был его редактором. В то же время Лацинский сотрудничал с изданиями «Русский инвалид», «Военный сборник», а также принимал участие в составлении «Энциклопедии военных и морских наук» Г. А. Леера.
7 ноября 1900 года Лацинский вступил в должность столоначальника военно-исторического отделения Главного управления Генерального штаба. Довольно длительное время проживал там же на Офицерской улице, д. 13 (библиотека Главного штаба). Дослужился до действительного статского советника. По состоянию на 1916 год был действительным членом Санкт-Петербургского археологического института. Под 1923 годом упоминается как библиотекарь.

## Награды
- орден Святого Станислава 3-й степени (1878)
- орден Святой Анны 3-й степени (1880)
- орден Святого Станислава 2-й степени (1884)
- орден Святой Анны 2-й степени (1893)
- орден Святого Владимира 4-й степени (1906)